# Цулльвіль
Цулльвіль (нім. Zullwil) — громада  в Швейцарії в кантоні Золотурн, округ Тірштайн.

## Географія
Громада розташована на відстані близько 55 км на північ від Берна, 21 км на північ від Золотурна.
Цулльвіль має площу 3,7 км², з яких на 9,6% дозволяється будівництво (житлове та будівництво доріг), 44,1% використовуються в сільськогосподарських цілях, 46% зайнято лісами, 0,3% не є продуктивними (річки, льодовики або гори).

## Демографія
2019 року в громаді мешкало 646 осіб (+6,1% порівняно з 2010 роком), іноземців було 10,4%. Густота населення становила 177 осіб/км².
За віковим діапазоном населення розподілялося таким чином: 23,8% — особи молодші 20 років, 54,6% — особи у віці 20—64 років, 21,5% — особи у віці 65 років та старші. Було 276 помешкань (у середньому 2,3 особи в помешканні).
Із загальної кількості 128 працюючих 16 було зайнятих в первинному секторі, 73 — в обробній промисловості, 39 — в галузі послуг.